# Ourense Club de Fútbol (fútbol sala)

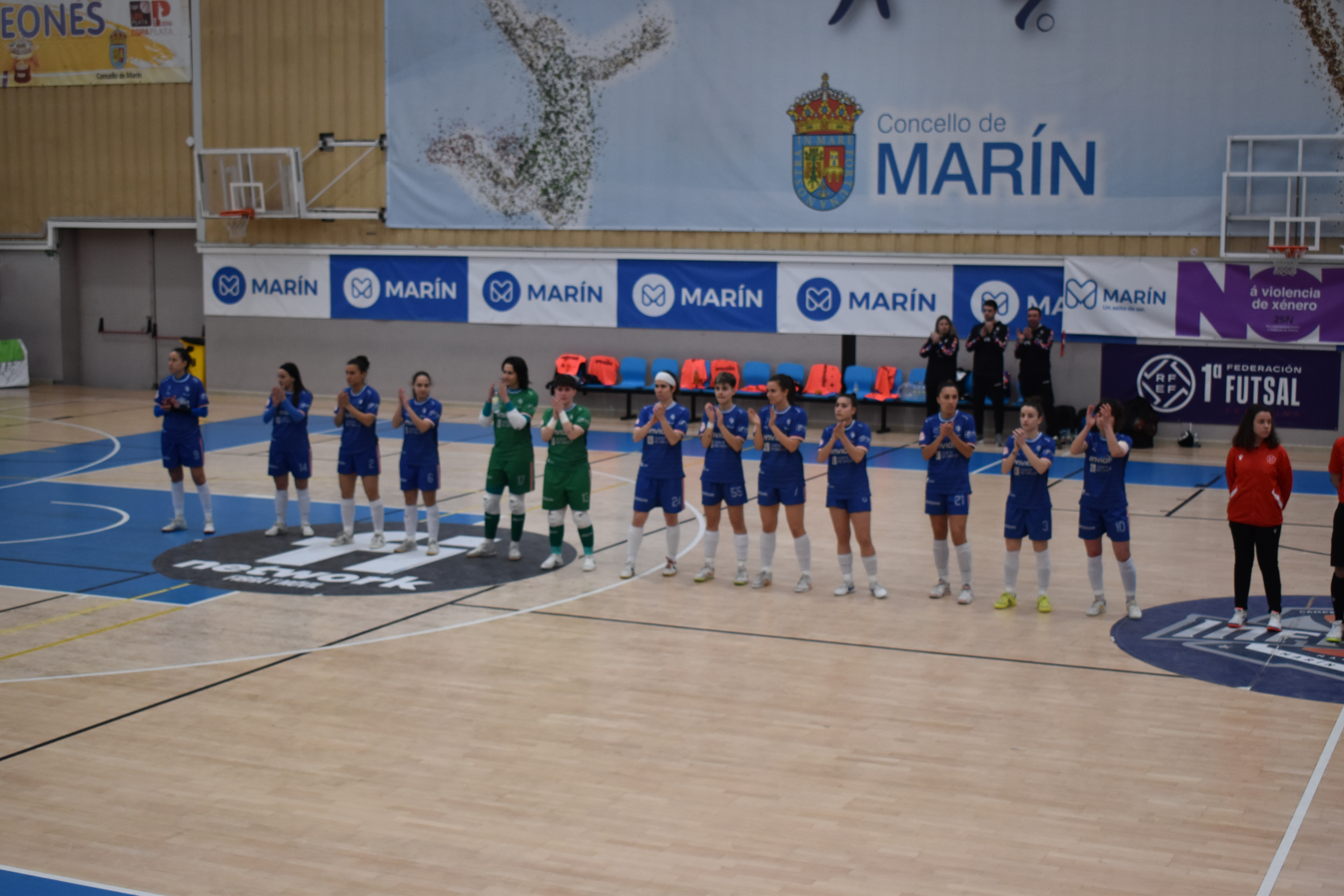
Ourense Envialia 2022-23.

El Ourense Club de Fútbol, conocido por razones de patrocinio como Ourense Ontime, es un equipo de fútbol sala femenino de España de la ciudad de Orense, Galicia. Fue fundado en el año 2005 con el nombre de Ponte Ourense. Juega en la Primera División de fútbol sala femenino.

## Historia

### Época regional (2005-2007)
En el año 2005 se crea la sección de fútbol sala femenino con el nombre de Ponte Ourense. Comienza jugando en la liga provincial de Orense, quedando campeonas sin perder ni un solo partido, lo que supone el ascenso de categoría.
En la temporada 2006-2007 juega en la Autonómica de Galicia, finaliza en primera posición que les permite disputar el play off de ascenso a primera división. En el sorteo quedó emparejado con los equipos de Vallirana, Universidad de Valladolid y Brújula de Sevilla, donde ganó los tres partidos que le supuso el ascenso a la máxima categoría.

### Primera División (2007-act.)
Debuta en la temporada 2007-2008 finalizando en sexta posición, también disputó la copa de España donde alcanzó las semifinales. En las siguientes tres temporadas termina en la zona media de la tabla, y juega la copa de España llegando hasta semifinales en alguna de las ediciones.
La temporada 2010-11 es hasta ahora la mejor realizada por el equipo, donde se proclamaron campeonas perdiendo tan solo un partido. En la copa llega hasta las semifinales, perdiendo ante el Diamante Rioja.
Al comienzo de la temporada 2011-12, se proclaman campeonas de la Supercopa y de la copa Ibérica. En liga finalizan en quinta posición y en copa caen en los penalties ante el Móstoles.
Desde el año 2012 hasta el 2016, ocupan entre el quinto y el décimo puesto en la liga. Durante estos años no consiguen la clasificación para la Copa de España.
En la temporada 2016-17, finalizan en quinta posición, que les permite jugar la copa de España. Ganan la copa marcando en la prórroga al ganar al Futsi Navalcarnero por 3-2 con un gol de Lucía, anteriormente el Ourense marcó un gol de penalti marcado en el último minuto empatando el encuentro para disputar una prórroga.

## Pabellón
El equipo juega en el Pabellón de Los Remedios, situado en la Av. Pardo de Cela, 2 de la ciudad de Orense.

## Datos del club
- Temporadas en Primera División: 15.
- Mejor puesto en la liga: 1.ª.
- Peor puesto en la liga: 10.ª.
- Mayor goleada conseguida:
  - En campeonatos nacionales:
    - En casa

Ourense 13 - 0 Soto del Real (14 de abril de 2010)
Ourense 13 - 0 Majadahonda (4 de febrero de 2012)
- Fuera

Valladolid 0 - 11 Ourense (30 de enero de 2010)
- Mayor goleada recibida:
  - En campeonatos nacionales:
    - En casa

Ourense 0 - 6 Burela (29 de septiembre de 2012)
Ourense 0 - 6 Futsi Navalcarnero (22 de diciembre de 2012)
Ourense 1 - 7 Universidad Alicante (17 de marzo de 2018)
- Fuera

Teldeportivo 9 - 3 Ourense (1 de mayo de 2010)
Esplugues 6 - 0 Ourense (22 de diciembre de 2018)
- Máxima goleadora en primera:

Sara Moreno, 182
Marta Figueiredo, 162
Bea Seijas, 101

## Jugadores y cuerpo técnico

### Plantilla y cuerpo técnico (2024-25)
| Dorsal | Jugador          | Posición   | Edad    | Procedencia                |
| ------ | ---------------- | ---------- | ------- | -------------------------- |
| 3      | Chiky            | Cierre     | 34 años | Verín                      |
| 6      | Vero Mateos      | Ala        | 28 años | Rayo Majadahonda           |
| 7      | Andrea Carid     | Ala        | 31 años | Deportivo Alavés Gloriosas |
| 8      | Raquelilla       | Ala        | 23 años | LBTL Alcantarilla          |
| 10     | Marta Figueiredo | Ala        | 36 años |                            |
| 11     | Judith           | Ala        | 26 años | CD Burela FS               |
| 13     | Uxía Rodríguez   | Portera    |         | Ourense B                  |
| 14     | Sara Moreno      | Pívot      | 39 años | AZ Gold Women              |
| 17     | Carla Ayensa     | Pívot      | 26 años | Poio Pescamar Fúbol Sala   |
| 19     | Rafinha          | Ala-cierre | 32 años | Pescados Rubén Burela FS   |
| 28     | Ana Rivera       | Ala        | 30 años | Pelleterie                 |
| 55     | Zaide Pérez      | Ala-Pívot  |         | Ourense B                  |
| 91     | Sara Soares      | Portera    | 30 años | Torreblanca Melilla        |

## Palmarés

### Títulos nacionales
- Primera División: 1

2010-11.
- Copa de España: 1

2017.
- Supercopa: 1

2011